# Прери (округ, Арканзас)
Прери (англ. Prairie County) — округ, расположенный в штате Арканзас, США, с населением в 9539 человек по статистическим данным переписи 2000 года. В округе действуют две столицы, находящиеся в городах Дез-Арк и Де-Валс-Блафф.
Округ был образован 25 октября 1846 года и получил своё название по имени Большой Степи, расположенной в восточной части Арканзаса.

## География
По данным Бюро переписи населения США округ Прери имеет общую площадь в 1751 квадратных километр, из которых 1673 кв. километра занимает земля и 78 кв. километров — вода. Площадь водных ресурсов округа составляет 4,43 % от всей его площади.

### Соседние округа
- Уайт — север
- Вудрафф — северо-восток
- Монро — восток
- Арканзас — юг
- Лонок — запад

## Демография

Диаграмма распределения населения округа по возрастным диапазонам. Данные переписи населения 2000 года

По данным переписи населения 2000 года в округе Прери проживало 9539 человек, 2 795 семей, насчитывалось 3 894 домашних хозяйств и 4 790 жилых домов. Средняя плотность населения составляла 15 человек на один квадратный километр. Расовый состав округа по данным переписи распределился следующим образом: 84,83 % белых, 13,71 % чёрных или афроамериканцев, 0,36 % коренных американцев, 0,18 % азиатов, 0,64 % смешанных рас, 0,28 % — других народностей. Испано- и латиноамериканцы составили 0,81 % от всех жителей округа.
Из 3 894 домашних хозяйств в 30,60 % — воспитывали детей в возрасте до 18 лет, 56,60 % представляли собой совместно проживающие супружеские пары, в 11,10 % семей женщины проживали без мужей, 28,20 % не имели семей. 25,60 % от общего числа семей на момент переписи жили самостоятельно, при этом 13,20 % составили одинокие пожилые люди в возрасте 65 лет и старше. Средний размер домашнего хозяйства составил 2,41 человек, а средний размер семьи — 2,88 человек.
Население округа по возрастному диапазону по данным переписи 2000 года распределилось следующим образом: 23,90 % — жители младше 18 лет, 7,50 % — между 18 и 24 годами, 26,10 % — от 25 до 44 лет, 25,10 % — от 45 до 64 лет и 17,30 % — в возрасте 65 лет и старше. Средний возраст жителей округа составил 40 лет. На каждые 100 женщин в округе приходилось 97,00 мужчин, при этом на каждых сто женщин 18 лет и старше приходилось 93,40 мужчин также старше 18 лет.
Средний доход на одно домашнее хозяйство в округе составил 29 990 долларов США, а средний доход на одну семью в округе — 36 131 долларов. При этом мужчины имели средний доход в 28 413 долларов США в год против 18 808 долларов США среднегодового дохода у женщин. Доход на душу населения в округе составил 15 907 долларов США в год. 12,20 % от всего числа семей в округе и 15,50 % от всей численности населения находилось на момент переписи населения за чертой бедности, при этом 21,00 % из них были моложе 18 лет и 16,80 % — в возрасте 65 лет и старше.

## Главные автодороги
- I-40
- US 70
- US 79
- AR 11
- AR 13
- AR 33
- AR 38
- AR 86

## Населённые пункты
- Де-Валс-Блафф
- Дез-Арк
- Фредония (Беско)
- Хейзен
- Толвилл
- Ульм